# Francisco de Godoy (conquistador)

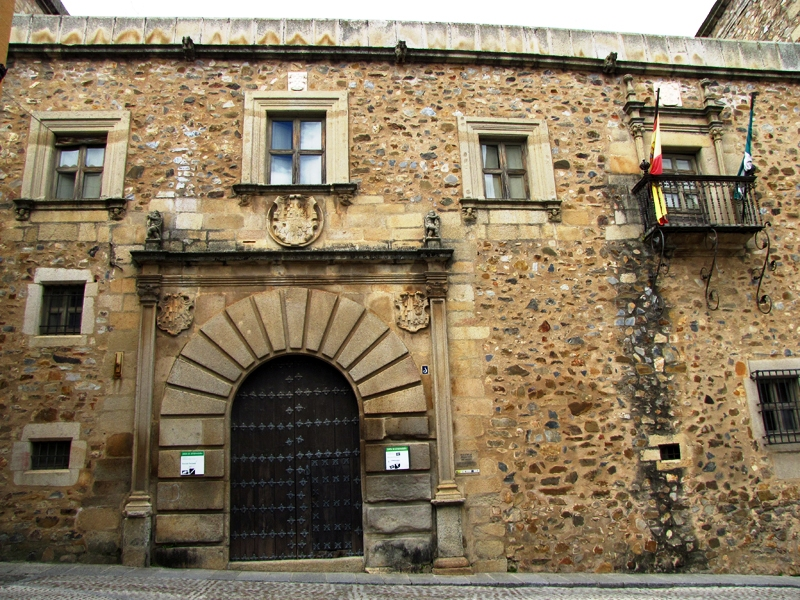
Palacio de Godoy en la ciudad de Cáceres

Francisco de Godoy Aldana, conquistador español, nacido en Cáceres (1505-1564) sirvió a las órdenes de Francisco Pizarro en la conquista del Perú, fue alcalde ordinario de la ciudad de Lima (Perú) en 1536 y 1542.
Es famoso el palacio en la ciudad de Cáceres que mandó construir con las ganancias de sus andanzas por tierras americanas.
Fue de los pocos españoles que participó como protagonista en la conquista de tierras americanas, logró reunir un tesoro importante y volvió a su ciudad natal para disfrutar de la buena fortuna hasta el final natural de sus días. Su derrotero personal no ha figurado de manera prominente en los principales estudios históricos de la conquista, siendo ignorado por William Prescott[4], célebre historiador norteamericano del siglo XIX, por el peruano Raúl Porras Barrenechea[5] en los años ’60 del XX, y mencionado solamente de paso por el británico John Hemming[6] en 1970.
Ha sido un historiador cacereño, Ricardo Hurtado de San Antonio (Cáceres, 1935), quien investigando en archivos de Cáceres, Sevilla, Lima, Valdivia y Washington D. C. ha encontrado documentos hasta entonces inéditos que permiten iluminar muchos aspectos de la vida y los hechos de su compatriota en Francisco de Godoy, Un conquistador con fortuna (Cáceres,  2007; 2.ª edición no venal 2019).